# Хулусы
Хулусы (кит. трад. 葫蘆絲, упр. 葫芦丝, пиньинь húlúsī) — разновидность губного органа, характерная для Южного Китая. Это историческое название инструмента в китайской провинции Юньнань. Другое известное название — биландао у дайцев, что переводится как «духовой инструмент („би“) с горлянкой („дао“) для игры вертикально („лан“)».
Хулусы делается из бамбуковых трубок, типичное количество которых — три или четыре. Вместе трубы скрепляются посредством высушенной горлянки (тыквы-горлянки), которая также играет роль акустического резонатора. Основная центральная труба — мелодическая, имеет семь отверстий, включая отверстие для большого пальца. Остальные трубы — бурдонные (с постоянным низким звуком), предусмотрена возможность приглушать их специальными заглушками.
Звучание у хулусы очень мелодичное, но при этом мягкое, поэтому этот инструмент используется в основном для сольного исполнения и очень редко при ансамблевом исполнении. У дайских мужчин принято играть на хулусы для объяснения в любви к женщине.
Многие другие народности Китая часто используют хулусы для подачи сигнала об окончании работы на полях — если сильно дуть в хулусы с открытыми бурдонными трубами, звук отдалённо напоминает гудок автомобиля (кит. 喇叭 lǎba).